# Daniło Petrowski
Daniło Iwanowycz Petrowski, Daniił Iwanowicz Pietrowski (ukr. Данило Іванович Петровський, ros. Даниил Иванович Петровский, ur. 1893 w Baturynie, zm. 8 kwietnia 1938 w Kommunarce) – radziecki polityk.

## Życiorys
Miał wykształcenie średnie. W kwietniu 1917 wstąpił do SDPRR(b), w lipcu 1917 został aresztowany, następnie wcielony do rosyjskiej armii. Później został przewodniczącym nadzwyczajnej komisji w Konotopie i przewodniczącym konotopskiego komitetu rewolucyjnego, od 7 lutego do maja 1920 był przewodniczącym Komitetu Wykonawczego Czernihowskiej Rady Gubernialnej, w 1921 został zastępcą przewodniczącego Komitetu Wykonawczego Jekaterynosławskiej Rady Gubernialnej, następnie Odeskiej Rady Gubernialnej. W latach 1927–1928 był stałym przedstawicielem Rady Komisarzy Ludowych USRR przy Radzie Komisarzy Ludowych ZSRR, od sierpnia 1929 do 1930 przedstawicielem handlowym ZSRR w Austrii, a od 15 czerwca 1930 do 28 stycznia 1932 zastępcą członka KC KP(b)U. Jednocześnie od sierpnia 1930 do 7 lutego 1932 był zastępcą przewodniczącego Rady Komisarzy Ludowych Ukraińskiej SRR, od 28 stycznia 1932 do 8 stycznia 1937 członkiem KC KP(b)U, od 9 lutego do sierpnia 1932 przewodniczącym Komitetu Organizacyjnego Prezydium Centralnego Komitetu Wykonawczego Ukraińskiej SRR na obwód dniepropetrowski, a od 5 sierpnia do 11 października 1932 przewodniczącym Komitetu Wykonawczego Dniepropetrowskiej Rady Obwodowej. Od 31 października 1932 do 1934 był pełnomocnikiem Ludowego Komisariatu Przemysłu Ciężkiego ZSRR na Ukraińską SRR, później do lipca 1937 szefem Departamentu Budowy Maszyn Średnich Ludowego Komisariatu Przemysłu Ciężkiego ZSRR. 11 lipca 1937 został aresztowany podczas wielkiego terroru, następnie skazany na śmierć i rozstrzelany.